# ボレル総和
数学、特に解析学において、ボレル総和（ボレルそうわ、英: Borel summation）とはエミール・ボレルによって1899年に導入された、発散級数に対する総和法のひとつである。これは発散するような漸近級数に対して有用で、級数に対してある意味で最適な「和」と呼ばれる値を与える。同じ「ボレル総和」という語で呼ばれる数種類の手法があり、さらにその一般化にミッタク＝レフラー総和法がある。

## 定義
ボレル総和にはわずかに異なる（少なくとも）3種類の方法がある。それらは適用できる級数の範囲が異なるものの、一貫性がある。すなわち、同じ級数に対して以下のうちの2種類の方法で総和した場合、収束するならば同じ値を与える。
記事全体を通して、A(z) で形式的べき級数
{\displaystyle A(z)=\sum _{k=0}^{\infty }a_{k}z^{k}}
を表すことにし、A(z) のボレル変換 B(A) を指数型の形式的べき級数
{\displaystyle {\mathcal {B}}(A)(t)\colon =\sum _{k=0}^{\infty }{\frac {a_{k}}{k!}}t^{k}}
として定義する。

### ボレルの指数型総和法
非負整数nに対して、A(z) の第 n 部分和を An(z) で表す:
{\displaystyle A_{n}(z)=\sum _{k=0}^{n}a_{k}z^{k}.}
A(z) の弱-ボレル総和は以下のように定義される。まず、A(z) のボレル和を次で定義する:
{\displaystyle \lim _{t\to \infty }e^{-t}\sum _{n=0}^{\infty }{\frac {A_{n}(z)}{n!}}t^{n}.}
この t → ∞ での極限がある z ∈ C で値 a(z) に収束するとき、A(z) の弱-ボレル総和は z で収束すると言い、
{\displaystyle \sum a_{k}z^{k}=a(z)\qquad ({\textbf {wB}})}
と書く。

### ボレルの積分総和法
すべての正の実数について、A(z) のボレル変換 B(A) が、次の広義積分がwell-definedになるほど緩やかに増加する関数に収束すると仮定する。このとき、A(z) のボレル総和を次で定義する:
{\displaystyle \int _{0}^{\infty }e^{-t}{\mathcal {B}}(A)(tz)\,dt.}
この積分がある z ∈ C で値 a(z) に収束するとき、A(z) のボレル総和は z で収束すると言い、
{\displaystyle \sum a_{k}z^{k}=a(z)\qquad ({\textbf {B}})}
と書く。

### 解析接続を伴うボレルの積分総和法
これはボレルの積分総和法と同様であるが、すべての t についてボレル変換が収束することまでは要求しない。しかし、正の実軸に沿って解析接続した結果が t = 0 の近傍においてある解析関数に収束することは要求する。

## 基本性質

### 正則性
弱-ボレル総和（wB）とボレル総和（B）はどちらも正則な総和法である。すなわち、A(z) が通常の意味で収束するならば、弱-ボレル総和とボレル総和も同じ値に収束する:
{\displaystyle A(z)=\sum _{k=0}^{\infty }a_{k}z^{k}<\infty \quad \Rightarrow \quad \sum a_{k}z^{k}=A(z)\qquad ({\textbf {wB}},{\textbf {B}}).}
ボレル総和（B）の正則性は積分と級数の順序を変更することで簡単に確認できる。これは絶対収束性により妥当であって、今 A(z) が z で収束すると仮定すれば、
{\displaystyle A(z)=\sum _{k=0}^{\infty }a_{k}z^{k}=\sum _{k=0}^{\infty }a_{k}\left(\int _{0}^{\infty }e^{-t}t^{k}\,dt\right){\frac {z^{k}}{k!}}=\int _{0}^{\infty }e^{-t}\sum _{k=0}^{\infty }{\frac {a_{k}}{k!}}(tz)^{k}\,dt=\int _{0}^{\infty }e^{-t}{\mathcal {B}}(A)(tz)\,dt}
と計算でき、最右辺は z における A(z) のボレル総和である。
弱-ボレル総和（wB）とボレル総和（B）の正則性から A(z) の解析接続が得られる。

### 弱-ボレル総和とボレル総和の非等価性
ある z ∈ C で弱-ボレル総和可能な任意の級数 A(z) は、常に同じ点 z でボレル総和可能である。しかし弱-ボレル総和法では発散し、かつボレル総和可能であるような級数の例を構築できる。次の定理により2つの方法はある条件の下で同値となることが示される。 
定理 (Hardy 1992)
A(z)を形式的べき級数とし、z ∈ Cを固定する。このとき:
1. （wB）の意味で{\displaystyle \sum a_{k}z^{k}=a(z)}ならば、（B）の意味で{\displaystyle \sum a_{k}z^{k}=a(z)}である。
2. （B）の意味で{\displaystyle \sum a_{k}z^{k}=a(z)}であり、かつ{\displaystyle \lim _{t\to \infty }e^{-t}{\mathcal {B}}(A)(tz)=0}であるならば、（wB）の意味で{\displaystyle \sum a_{k}z^{k}=a(z)}である。

### 他の総和法との関係
- （B）は、ミッタク＝レフラー総和法において α = 1 とした場合に相当する。
- オイラー総和法 (E, q) の収束領域が q → ∞ の極限において（B）の収束領域へ収束するという意味で、（wB）は一般化オイラー総和法の極限ケースとみなせる[1]。

## 一意性定理
与えられた関数が漸近展開となるような関数は常に多く存在する。ただし、ある領域における有限次元での近似誤差が可能な限り小さいという意味で、最良の関数が存在する場合がある。以下に提示するワトソンの定理とカーレマンの定理は、漸近級数に対する「最良の和」をボレル総和が与えることを示す。

### ワトソンの定理
ワトソンの定理は、関数がその漸近級数のボレル総和になる条件を与える。f が次の条件を満たす関数であると仮定する。 
1. ある正の定数 R と ε が存在して、領域 |z| < R、|arg(z)| < π/2 + ε 上で f が正則となる。
2. ある定数 C が存在して、上述の領域の任意の点 z で

{\displaystyle \left\vert f(z)-a_{0}-a_{1}z-\cdots -a_{n-1}z^{n-1}\right\vert <C^{n+1}n!\left\vert z\right\vert ^{n}}
を満たす漸近展開 a0 + a1z + … を持つ。
このとき、この領域で f は漸近級数のボレル和によって与えられるというのがワトソンの定理の主張である。より正確には、ボレル変換された級数が原点の近傍上で収束し、正の実軸に沿って解析接続可能であり、ボレル和（B）を定義する積分はこの領域で f(z) に収束する。
やや一般的には、f の漸近展開に対する誤差評価を n! から (kn)! に緩めても、領域の条件を |arg(z)| < kπ/2 + ε へ強めることで f(z) は決定できる。これは最良の評価であって、kπ/2 をより小さい数に置き換えた場合には反例が存在する。

### カーレマンの定理
カーレマンの定理は、扇状領域内における有限次近似の近似誤差が急速に増大しない限り、関数は漸近級数によって一意的に定まることを示す。より正確には以下の通りである。
1. f が扇状領域 |z| < C、Re(z) > 0 の内部で解析的である。
2. この領域内においてすべての非負整数 n に対して |f (z)| < |bnz|n が成り立つ。

このとき、逆数和 1/b0 + 1/b1 + … が発散するならば f ≡ 0 が成立する、ということを主張する。
カーレマンの定理は、各項がそれほど急速に増加しないような漸近級数に対する総和法を与え、その和は適切な扇状領域が存在する場合には漸近級数から一意的に定まる関数の値として求められる。ボレル総和法はカーレマンの定理において bn = cn（c はある定数）としたものより弱い。より一般的には、数列 bn を bn = c′n log n log log n（c′ はある定数）などとすることにより、ボレル総和法よりもわずかに強い総和法を定義できる。しかし、この方法が適用できるようなボレル総和できない自然な例がほとんど無いため、この一般化はあまり有用ではない。

### カーレマンの定理の具体例
関数 f(z) = exp(−1/z) は、任意のθ < π/2 に対する領域 |arg(z)| < θ において、上述のような誤差範囲をもつ漸近級数 0 + 0z + … を持つが、この漸近級数のボレル総和にならない。ここからもワトソンの定理における π/2 は誤差項がより小さくできない限り最良の値であることが示される。

## 具体例

### 幾何級数
次のような幾何級数
{\displaystyle A(z)=\sum _{k=0}^{\infty }z^{k}}
は通常の意味で |z| < 1 に対して 1/(1 − z) に収束する。このボレル変換は
{\displaystyle {\mathcal {B}}(A)(tz)=\sum _{k=0}^{\infty }{\frac {z^{k}}{k!}}t^{k}=e^{tz}}
であり、ここからより広い領域 Re(z) < 1 で収束するボレル和
{\displaystyle \int _{0}^{\infty }e^{-t}{\mathcal {B}}(A)(tz)\,dt=\int _{0}^{\infty }e^{-t}e^{tz}\,dt={\frac {1}{1-z}}}
が得られ、これは元の級数の解析接続を与える。
この代わりに弱-ボレル変換を考えると、A(z) の部分和 An は An = (1 − zn+1)/(1 − z) と与えられるから、弱-ボレル和は
{\displaystyle \lim _{t\to \infty }e^{-t}\sum _{n=0}^{\infty }{\frac {1-z^{n+1}}{1-z}}{\frac {t^{n}}{n!}}=\lim _{t\to \infty }{\frac {e^{-t}}{1-z}}\left(e^{t}-ze^{tz}\right)={\frac {1}{1-z}}}
となり、再び |z| < 1 に対して 1/(1 − z) に収束する。あるいは上記の定理の2によって、Re(z) < 1 において
{\displaystyle \lim _{t\to \infty }e^{-t}{\mathcal {B}}(A)(tz)=\lim _{t\to \infty }e^{-t(1-z)}=0}
が成立することからも示される。

### 交代階乗級数
次の級数を考える。 
{\displaystyle A(z)=\sum _{k=0}^{\infty }k!(-1\cdot z)^{k}}
この級数は z = 0 を除く z ∈ C で収束しない。このボレル変換は |t| < 1 において
{\displaystyle {\mathcal {B}}(A)(t)=\sum _{k=0}^{\infty }\left(-1\cdot t\right)^{k}={\frac {1}{1+t}}}
となり、これはすべての t ≥ 0 に対して解析接続できる。したがってボレル和は
{\displaystyle \int _{0}^{\infty }e^{-t}{\mathcal {B}}(A)(tz)\,dt=\int _{0}^{\infty }{\frac {e^{-t}}{1+tz}}\,dt={\frac {e^{1/z}}{z}}\cdot \Gamma \left(0,{\frac {1}{z}}\right)}
（ここに Γ(*, *) は第二種不完全ガンマ関数を表す）となる。この積分はすべての t ≥ 0 に対して収束するので、元の発散級数もすべての t ≥ 0 に対してボレル総和可能となる。この関数は z → 0 の極限において元の級数を漸近展開にもつ。これは、時として発散するような漸近展開をボレル総和法が「正しく」総和するという事実の典型的な例である。
再び、
{\displaystyle \lim _{tto\infty }e^{-t}{\mathcal {B}}(A)(tz)=\lim _{t\to \infty }{\frac {e^{-t}}{1+tz}}=0}
がすべての t ≥ 0 に対して収束することと上記の同値性定理から、同じ領域 t ≥ 0 において弱-ボレル総和可能であることが保証される。

### 同値性が成り立たない例
次の例は(Hardy 1992)での例を拡張したものである。次の級数 
{\displaystyle A(z)=\sum _{k=0}^{\infty }\left(\sum _{l=0}^{\infty }{\frac {(-1)^{l}(2l+2)^{k}}{(2l+1)!}}\right)z^{k}}
を考える。和の順序を変更することで、ボレル変換は
{\displaystyle {\begin{aligned}{\mathcal {B}}(A)(t)&=\sum _{l=0}^{\infty }\left(\sum _{k=0}^{\infty }{\frac {{\bigl (}(2l+2)t{\bigr )}^{k}}{k!}}\right){\frac {(-1)^{l}}{(2l+1)!}}\\&=\sum _{l=0}^{\infty }e^{(2l+2)t}{\frac {(-1)^{l}}{(2l+1)!}}\\&=e^{t}\sum _{l=0}^{\infty }(-1)^{l}{\frac {{\big (}e^{t}{\big )}^{2l+1}}{(2l+1)!}}\\&=e^{t}\sin(e^{t})\end{aligned}}}
と計算できる。z = 2 におけるボレル和は
{\displaystyle \int _{0}^{\infty }e^{t}\sin(e^{2t})\,dt=\int _{1}^{\infty }\sin(u^{2})\,du={\sqrt {\frac {\pi }{8}}}-S(1)<\infty }
となる（ここに、S(x) はフレネル積分を表す）。線分に沿って収束定理を適用することにより、ボレル積分は z ≤ 2 を満たすすべての z に対して収束する（明らかに z > 2 を満たす z に対しては積分は発散する）。
弱-ボレル和について、
{\displaystyle \lim _{t\to \infty }e^{-t(1-z)}\sin(e^{tz})=0}
が成立するのは z < 1 のみであるから、弱-ボレル和はこの領域でのみ収束する。 

## 存在性定理と収束領域

### 線分上での総和可能性
形式的べき級数 A(z) がある z = z0 ∈ C でボレル総和可能であるとすれば、それはまた複素平面において原点 O と z0 を結ぶ線分 Oz0 上の任意の点でボレル総和可能である。さらに、線分 Oz0 を半径とする円盤上で解析的かつ θ ∈ [0, 1] を満たす任意の点 z = θz0 で
{\displaystyle \sum a_{k}z^{k}=a(z)\qquad ({\textbf {B}})}
が成立するような関数 a(z) が存在する。
直ちに得られる結果として、ボレル和の収束領域はC上の星状領域になることがあげられる。この星状収束領域はボレルポリゴンと呼ばれ、級数 A(z) の特異点により決定される。

### ボレルポリゴン
級数 A(z) の収束半径が厳密に正であると仮定すると、A(z) は原点を含む非自明な領域で解析的となる。今、SA を A の特異点集合とすると、P ∈ C が P ∈ SA を満たすということと A が原点 O から P への開線分に沿って解析接続できるということが同値となる。P ∈ SA に対して、LP で P を通り直線 OP に垂直な直線の集合とする。集合 ΠP を
{\displaystyle \Pi _{P}=\{z\in \mathbf {C} \,\colon \,Oz\cap L_{P}=\varnothing \}}
と定めると、この集合の元は原点と LP が同じ側にあるような点からなる。A のボレルポリゴン ΠA は
{\displaystyle \Pi _{A}=\operatorname {cl} \left(\bigcap _{P\in S_{A}}\Pi _{P}\right)}
となる。
ボレルと Phragmén の手による別の定義が用いられることもある(Sansone & Gerretsen 1960)。S を A が解析的となるような最大の星型領域とするとき、ΠA は任意の点 P ∈ ΠA に対してOP を直径とする円の内部がS に含まれるような、S の最大の部分集合となる。この集合 ΠA は多角形とは限らないので、「ポリゴン」と呼ぶことはいささか不適切ではあるが、しかし A(z) が特異点を有限個しか持たなければ ΠA は実際に多角形となる。ボレルと Phragmén による次の定理はボレル総和法に対する収束判定法を与える。
定理 (Hardy 1992, 8.8)
（B）の意味において、級数 A(z) は int(ΠA) 上総和可能であり、C ∖ ΠA 上発散する。
境界上の点 z ∈∂ ΠA での総和可能性については、その点における級数の性質に依存する。

#### 例1
正の整数 mに対し、ωi (i = 1, 2, …, m) は1の m 乗根を表すとする。次の級数
{\displaystyle {\begin{aligned}A(z)&=\sum _{k=0}^{\infty }\left(\omega _{1}^{k}+\cdots +\omega _{m}^{k}\right)z^{k}\\&=\sum _{i=1}^{m}{\frac {1}{1-\omega _{i}z}}\end{aligned}}}
は開球 B(0, 1) ⊂ C 上収束する。C 上の関数として A(z) は SA = {ωi | i = 1, 2, …, m} を特異点に持ち、したがってボレルポリゴン ΠA は原点を中心とし、1 ∈ C を辺の中心とする正m角形 として与えられる。

#### 例2
次の形式的べき級数
{\displaystyle A(z)=\sum _{k=0}^{\infty }z^{2^{k}}}
は |z| < 1 で収束する（たとえば、幾何級数との比較判定法による）。しかし、ある非負整数 nに対して z2n = 1 を満たすような任意の z ∈ C に対しては収束しないことが示される。このような z は単位円上で稠密に存在するため、A(z) を B(0, 1) ⊂ C の外部へ解析接続することはできない。従って、A(z) を解析接続できる最大の星型領域は S = B(0, 1) であり、ここからボレルポリゴン ΠA は ΠA = B(0, 1) となる。特に、ボレルポリゴンは必ずしも多角形とはならないことが判る。

### タウバー型定理
タウバー型定理は、ある総和法の収束性が別の総和法の収束性を導く条件を提示する。ボレル総和に対する主なタウバー型定理は、弱-ボレル総和法での総和可能性から級数の収束性が導かれる十分条件を与える。
定理 (Hardy 1992)
A(z) が z0 ∈ C において（wB）の意味で収束して{\displaystyle \sum a_{k}z_{0}^{k}=a(z_{0})}となり、かつすべての k ≥ 0 において
{\displaystyle a_{k}z_{0}^{k}=O(k^{-1/2})}
が成立するとき、{\displaystyle \sum _{k=0}^{\infty }a_{k}z_{0}^{k}=a(z_{0})}が成立してかつ |z| < |z0| を満たすすべての z で収束する。

## 応用
ボレル総和は、場の量子論における摂動展開へ応用される。特に、2次元ユークリッド場の理論では、しばしばボレル総和法を利用することで摂動級数からシュウィンガー関数を復元できることがある(Glimm & Jaffe 1987)。ボレル変換の特異点には、場の量子論におけるインスタントンやリノーマロンと関連するものもある(Weinberg 2005)。